# Dendronephthya padavensis
Dendronephthya padavensis is een zachte koraalsoort uit de familie Nephtheidae. De koraalsoort komt uit het geslacht Dendronephthya. Dendronephthya padavensis werd in 1909 voor het eerst wetenschappelijk beschreven door Henderson. 